# Elaeagnus fruticosa
Elaeagnus fruticosa är en havtornsväxtart som först beskrevs av João de Loureiro, och fick sitt nu gällande namn av Auguste Jean Baptiste Chevalier. Elaeagnus fruticosa ingår i släktet silverbuskar, och familjen havtornsväxter. Inga underarter finns listade i Catalogue of Life.